# Saussurea esthonica
Saussurea esthonica é uma espécie do género Saussurea.
É nativa da Estónia e da Letónia.
Possui um basónimo: Saussurea alpina subsp. Esthonica (Rupr.) Kupffer.